# 七ノ坪遺跡
Lua エラー モジュール:Location_map 内、447 行目: 緯度の値が指定されていません。
七ノ坪遺跡（しちのつぼいせき）は、大阪府泉大津市北豊中町1-2丁目付近に所在する、弥生時代から中世にかけての複合遺跡である。

## 概要
1957年（昭和32年）、大阪府立泉大津高等学校北門前の水田、通称「七ノ坪」で地下げ工事が行われた際、同校地歴部部員によって土師器が採集された。
これが遺跡発見の契機となり、「七ノ坪遺跡」と名付けられる。遺跡の詳細については不明のままだったが、1968年（昭和43年）以降、何度か調査が行われ、複合遺跡であることが確認された。
七ノ坪遺跡の南限および南西限は、泉大津高等学校であるとされる。また、同遺跡の奈良時代以降の堆積深は75-80センチメートルであると指摘されている。なお、七ノ坪遺跡のある和泉地域の平野部は気候も温暖で、降水量もそこまで多くないことから、生活の場として早くから開けていたという指摘もある。

## 出土遺物
- 弥生土器[1]
- 古墳時代の土師器[1]
- 須恵器[1]
- 師楽式土器[1]
- 子持勾玉[1]
- 磁石[1]

## 遺構
- 弥生時代後期の溝[1]
- 古墳時代の溝[1]